# 58-й меридіан західної довготи
58-й меридіан західної довготи — лінія довготи, що лежить на 58 градусів західніше Гринвіцького меридіана. Вона проходить від Північного полюса через Північний Льодовитий океан, Північну Америку, Атлантичний океан, Південну Америку, Південний океан та Антарктиду до Південного полюса.
58-й меридіан західної довготи формує велике коло разом із 122-гим меридіаном східної довготи.

## Список географічних об'єктів, що перетинає 58° зх. д.
Починаючи на Північному полюсі та рухаючись до Південного полюса, 58-й меридіан західної довготи проходить через:
| Координати                                                 | Країна, територія або море   | Примітки                                                                                |
| ---------------------------------------------------------- | ---------------------------- | --------------------------------------------------------------------------------------- |
| 90°0′ пн. ш. 58°0′ зх. д. / 90.000° пн. ш. 58.000° зх. д.  | Північний Льодовитий океан   |                                                                                         |
| 83°32′ пн. ш. 58°0′ зх. д. / 83.533° пн. ш. 58.000° зх. д. | Море Лінкольна               |                                                                                         |
| 82°8′ пн. ш. 58°0′ зх. д. / 82.133° пн. ш. 58.000° зх. д.  | Гренландія                   | Проходить через Землю Ньєбо[en]                                                         |
| 75°5′ пн. ш. 58°0′ зх. д. / 75.083° пн. ш. 58.000° зх. д.  | Море Баффіна                 |                                                                                         |
| 70°0′ пн. ш. 58°0′ зх. д. / 70.000° пн. ш. 58.000° зх. д.  | Дейвісова протока            |                                                                                         |
| 60°0′ пн. ш. 58°0′ зх. д. / 60.000° пн. ш. 58.000° зх. д.  | Атлантичний океан            | Море Лабрадор                                                                           |
| 54°54′ пн. ш. 58°0′ зх. д. / 54.900° пн. ш. 58.000° зх. д. | Канада                       | Проходить через півострів Лабрадор Ньюфаундленд і Лабрадор Квебек                       |
| 51°18′ пн. ш. 58°0′ зх. д. / 51.300° пн. ш. 58.000° зх. д. | Затока Святого Лаврентія     |                                                                                         |
| 49°34′ пн. ш. 58°0′ зх. д. / 49.567° пн. ш. 58.000° зх. д. | Канада                       | Ньюфаундленд і Лабрадор — проходить через острів Ньюфаундленд                           |
| 47°40′ пн. ш. 58°0′ зх. д. / 47.667° пн. ш. 58.000° зх. д. | Атлантичний океан            |                                                                                         |
| 6°47′ пн. ш. 58°0′ зх. д. / 6.783° пн. ш. 58.000° зх. д.   | Гаяна                        | Проходить східніше Джорджтауна                                                          |
| 4°15′ пн. ш. 58°0′ зх. д. / 4.250° пн. ш. 58.000° зх. д.   | Суринам                      |                                                                                         |
| 3°56′ пн. ш. 58°0′ зх. д. / 3.933° пн. ш. 58.000° зх. д.   | Гаяна                        | Проходить через територію, на яку претендує Суринам                                     |
| 1°33′ пн. ш. 58°0′ зх. д. / 1.550° пн. ш. 58.000° зх. д.   | Бразилія                     | Пара Амазонас Пара Мату-Гросу                                                           |
| 17°31′ пд. ш. 58°0′ зх. д. / 17.517° пд. ш. 58.000° зх. д. | Болівія                      |                                                                                         |
| 19°29′ пд. ш. 58°0′ зх. д. / 19.483° пд. ш. 58.000° зх. д. | Бразилія                     | Мату-Гросу-ду-Сул                                                                       |
| 19°53′ пд. ш. 58°0′ зх. д. / 19.883° пд. ш. 58.000° зх. д. | Болівія                      | Приблизно на 20 км                                                                      |
| 20°3′ пд. ш. 58°0′ зх. д. / 20.050° пд. ш. 58.000° зх. д.  | Бразилія                     | Мату-Гросу-ду-Сул                                                                       |
| 20°37′ пд. ш. 58°0′ зх. д. / 20.617° пд. ш. 58.000° зх. д. | Парагвай                     |                                                                                         |
| 25°2′ пд. ш. 58°0′ зх. д. / 25.033° пд. ш. 58.000° зх. д.  | Аргентина                    |                                                                                         |
| 26°5′ пд. ш. 58°0′ зх. д. / 26.083° пд. ш. 58.000° зх. д.  | Парагвай                     |                                                                                         |
| 27°16′ пд. ш. 58°0′ зх. д. / 27.267° пд. ш. 58.000° зх. д. | Аргентина                    |                                                                                         |
| 31°24′ пд. ш. 58°0′ зх. д. / 31.400° пд. ш. 58.000° зх. д. | Уругвай                      | Приблизно на 15 км                                                                      |
| 31°32′ пд. ш. 58°0′ зх. д. / 31.533° пд. ш. 58.000° зх. д. | Аргентина                    | Приблизно на 10 км                                                                      |
| 31°38′ пд. ш. 58°0′ зх. д. / 31.633° пд. ш. 58.000° зх. д. | Уругвай                      |                                                                                         |
| 34°16′ пд. ш. 58°0′ зх. д. / 34.267° пд. ш. 58.000° зх. д. | Ріо-де-ла-Плата              |                                                                                         |
| 34°48′ пд. ш. 58°0′ зх. д. / 34.800° пд. ш. 58.000° зх. д. | Аргентина                    | Проходить західніше Ла-Плати                                                            |
| 38°21′ пд. ш. 58°0′ зх. д. / 38.350° пд. ш. 58.000° зх. д. | Атлантичний океан            |                                                                                         |
| 51°23′ пд. ш. 58°0′ зх. д. / 51.383° пд. ш. 58.000° зх. д. | Фолклендські Острови         | Проходить через острів Східний Фолкленд — претендує Аргентина                           |
| 51°45′ пд. ш. 58°0′ зх. д. / 51.750° пд. ш. 58.000° зх. д. | Атлантичний океан            |                                                                                         |
| 60°0′ пд. ш. 58°0′ зх. д. / 60.000° пд. ш. 58.000° зх. д.  | Південний океан              |                                                                                         |
| 61°54′ пд. ш. 58°0′ зх. д. / 61.900° пд. ш. 58.000° зх. д. | Південні Шетландські острови | Проходить через острів Кінг-Джордж — претендують Аргентина, Чилі та Велика Британія     |
| 62°4′ пд. ш. 58°0′ зх. д. / 62.067° пд. ш. 58.000° зх. д.  | Південний океан              |                                                                                         |
| 63°23′ пд. ш. 58°0′ зх. д. / 63.383° пд. ш. 58.000° зх. д. | Антарктида                   | Проходить через Антарктичний півострів — претендують Аргентина, Чилі та Велика Британія |
| 63°41′ пд. ш. 58°0′ зх. д. / 63.683° пд. ш. 58.000° зх. д. | Південний океан              | Море Ведделла                                                                           |
| 63°51′ пд. ш. 58°0′ зх. д. / 63.850° пд. ш. 58.000° зх. д. | Антарктида                   | Проходить через острів Джеймса Росса — претендують Аргентина, Чилі та Велика Британія   |
| 64°24′ пд. ш. 58°0′ зх. д. / 64.400° пд. ш. 58.000° зх. д. | Південний океан              | Море Ведделла                                                                           |
| 75°42′ пд. ш. 58°0′ зх. д. / 75.700° пд. ш. 58.000° зх. д. | Антарктида                   | Проходить через територію, на яку претендують Аргентина, Чилі та Велика Британія        |